# Médaille coloniale
La Médaille coloniale (in italiano: "Medaglia coloniale") fu una medaglia concessa dalla Terza repubblica francese a quanti avessero partecipato alle operazioni militari in una colonia o protettorato francese.

## Storia
La medaglia venne introdotta con l'Act de Finances del 23 luglio 1893 per ricompensare quanti si fossero distinti nelle campagne militari coloniali condotte dalla Francia, implementata il 6 marzo 1894 con l'aggiunta delle prime barrette identificative da porre sul nastro della medaglia stessa (Algeria - Cochin - Gold Coast - Marquesas Islands - Nossi- Bé - New Caledonia - Senegal e Sudan - Society Islands - Tunisia). La medaglia ebbe effetti anche retroattivi, ovvero venne concessa anche a tutti coloro che avevano preso parte alle campagne militari coloniali della Francia a partire dal 1827 (all'inizio della conquista francese dell'Algeria) e che fossero ancora vivi alla data di istituzione della medaglia.
La medaglia venne col tempo modificata nella concessione delle barrette, in particolare nel corso del Novecento quando diverse furono le campagne militari ancora condotte dalla Francia nei territori coloniali. Ad ogni modo al 6 giugno 1962, come segnale di apertura nei confronti della tendenza mondiale alla decolonizzazione, la medaglia venne trasformata da Médaille coloniale in Médaille d'Outre-Mer.

## La medaglia
L'art. 4 del decreto del 1894 stabilisce il disegno della medaglia: un disco d'argento di 30 mm di diametro avente sul verso l'effige elmata della Repubblica Francese con la scritta "République française". Sul retro invece si trova un mappamondo con un'ancora ed un trofeo d'armi. Il nastro è azzurro con una striscia bianca centrale e due più piccole laterali.
Il disegno della medaglia venne attribuito al Capitano di fregata Saulnier Pinellas, dal momento che essa venne originariamente intesa come ricompensa per le truppe coloniali, perlopiù impegnate in campagne marittime. Venne prodotta dalla zecca di Parigi la quale però, viste le alte concessioni, appaltò il servizio anche a produttori privati. Questo fatto causò non pochi problemi al punto che nel 1913 la zecca di Parigi si risolse a tornare unica produttrice della medaglia coloniale.

## Barrette
Campagne del regno di Francia e del secondo impero francese:
- ALGÉRIE
- SÉNÉGAL ET SOUDAN
- ÎLES MARQUISES
- ÎLES DE LA SOCIÉTÉ
- NOSSI-BÉ
- CÔTE D’OR
- NOUVELLE-CALÉDONIE
- COCHINCHINE
- MADAGASCAR

Campagne della Terza repubblica francese:
- TUNISIE
- TONKIN
- COMORES
- CÔTE D’IVOIRE
- GUYANE
- CONGO
- LAOS ET MÉKONG
- DAHOMEY
- HAUT MÉKONG
- DE L’ATLANTIQUE À LA MER ROUGE
- SAHARA
- MISSION SAHARIENNE
- AFRIQUE OCCIDENTALE FRANÇAISE
- CENTRE AFRICAIN
- TCHAD
- AFRIQUE
- GABON CONGO
- ASIE
- GUINÉE FRANÇAISE
- MAURITANIE
- ADRAR
- AFRIQUE EQUATORIALE FRANÇAISE
- MAROC
- MAROC 1925
- MAROC 1925-1926
- CÔTE DES SOMALIS
- INDOCHINE

Governo di Vichy:
- AFRIQUE OCCIDENTALE FRANÇAISE (DAKAR)
- INDOCHINE (THAÏLANDE 1940)
- CÔTE DES SOMALIS
- CÔTE DES SOMALIS 1940-1941

Francia libera e Quarta repubblica francese:
- ÉRYTHRÉE
- LIBYE
- KOUFRA
- FEZZAN
- ÉTHIOPIE
- BIR HACHEIM 1942
- SOMALIE
- FEZZAN – TRIPOLITAINE
- AFRIQUE FRANÇAISE LIBRE
- BIR HAKEIM
- TRIPOLITAINE
- TUNISIE 1942 – 1943
- EXTRÊME-ORIENT
- MADAGASCAR